# 德国驻成都总领事馆
德意志联邦共和国驻成都总领事馆（德語：Generalkonsulat der Bundesrepublik Deutschland in Chengdu），简称德国驻成都总领事馆，是德意志联邦共和国派驻中国成都的最高级别外交代表机构，为德国在华开设的6座使领馆之一，领区管辖范围包括四川省、重庆市、云南省和贵州省。现任驻成都总领事为自2023年8月起就职的密安龙。

## 历史
四川与德国的交往由来已久，在经济贸易、人才培训、金融、教育文化、环保领域都有众多实质性的合作。仅2003年1至9月，双方进出口总额即接近2亿美元，在中国西部具有举足轻重的战略地位。其中成都工业基础良好，被视为通向西部的大门，德国企业打算由此着手开发中国落后地区的新市场。因此当时任德国总理的格哈特·施罗德在2003年12月访问成都时，便与中国政府签署了在成都设立总领事馆的协议，极大地推动了双方的合作。
成都总领事馆从构思至设立共历经8年，这是在德国经济界经过对中国14个城市的选择后决定的。在正式建馆前，德国外交部曾3次向德国企业界征求意见，并在先后3次表决中一致通过该决定。 期间德国驻华大使薄德磊亦曾亲赴成都选址。至2004年12月5日，欧盟国家在成都设立的第一个总领事馆、也是成都近20年迎来的第二家外国总领馆——设于威斯顿联邦大厦内的德国驻成都总领事馆正式开馆，首任总领事葛思茂主持了揭幕仪式，四川省及成都市的相关政府领导人则到场祝贺。初期馆内共设5名工作人员，其中2名是在中国聘请的雇员，在面积达1000平方米的25层正式办公场所完成装修前，总领事馆都将租用6层的一间办公室作为临时办公点。
自开馆以来，成都与德国之间的交流成果显著，相继与德国柏林、波恩结为友好城市，并开通了成都直飞法兰克福的航线。截至2014年，成都与德国进出口总额达到15.06亿美元；在蓉投资德企53家，到位资金11.25亿美元；与德国有直接经贸往来的本土企业超过1000家。而四川的德国企业也从开馆前的仅有几家发展至2014年的120多家，投资总额突破10亿美元。另一方面，德国驻成都总领事馆签证处已于2007年1月18日正式开始办理签证业务。初期受仅理德国公民的紧急事务以及中国公民的部分签证申请，平均每天只受理10个签证。至2012年，这一数字达到每天60个，并随着直航的开通继续翻倍。

### 历任总领事
以下为德国驻成都历任总领事：
| 中文名 | 德文名 | 就任   | 离任   | 备注                                                         |
| ------ | ------ | ------ | ------ | ------------------------------------------------------------ |
| 葛思茂 |        | 2004年 | 2006年 |                                                              |
| 施密慈 |        | 2006年 | 2008年 | 赴蓉前曾任外交部人权处副處長，离蓉后继任外交部西巴尔干处長。 |
| 孟瀚思 |        | 2008年 | 2012年 | 赴蓉前曾任驻土库曼斯坦大使，离蓉后退休。                     |
| 安介儒 |        | 2012年 | 2015年 | 赴蓉前曾任驻阿拉木图总领事。                                 |
| 施恪   |        | 2015年 | 2018年 |                                                              |
| 任汉平 |        | 2018年 | 2019年 |                                                              |
| 鲁悟刚 |        | 2019年 | 2022年 |                                                              |
| 芮熙和 |        | 2022年 | 2023年 |                                                              |
| 密安龙 |        | 2023年 | 现任   |                                                              |